# Krzysztof Urbanowicz
Krzysztof Andrzej Urbanowicz (ur. 30 listopada 1958 w Kamieniu Pomorskim, zm. 25 listopada 2014) – polski piłkarz, lewy obrońca.
Był wychowankiem Pogoni Szczecin, w pierwszej lidze grał także w barwach Zawiszy Bydgoszcz. W reprezentacji Polski debiutował w rozegranym 7 września 1983 spotkaniu z Rumunią, ostatni raz zagrał w następnym roku. Łącznie w biało-czerwonych barwach rozegrał 4 spotkania. Pochowany został na cmentarzu Centralnym w Szczecinie kwatera 66C.